# Ahlder Pool
Der Ahlder Pool ist ein Heideweiher im Landkreis Emsland, der dank des Vorkommens der vom Aussterben bedrohten Wasser-Lobelie (Lobelia dortmanna) überregionale Bedeutung besitzt. Er wurde erstmals 1963 als Naturschutzgebiet ausgewiesen; die NSG-Fläche verfügt heute über eine Größe von rund 42 ha.

## Lage
Der Ahlder Pool befindet sich in der zur Gemeinde Emsbüren gehörenden Bauerschaft Ahlde, 3,5 km nordöstlich von Schüttorf unweit des gleichnamigen Autobahnkreuzes. Er wird von Wiesen, Weiden, Äckern und Kiefernforsten eingefasst. Die Südgrenze des Schutzgebietes wird durch die Trasse der A30 markiert. Die niederdeutsche Bezeichnung „Pool“ (oder auch Pohl) bedeutet so viel wie Pfuhl, Pfütze, Tümpel, Teich. Die lokale Zusatzbezeichnung „Schwatte Venn“ (etwa: schwarzes Moor) weist ebenfalls auf die natürlichen, oligotroph-anmoorigen Standortverhältnisse hin.

## Pflanzenwelt
Das bis zu 50 cm tiefe Flachgewässer ist nord-südlich ca. 300 m lang, 200 m breit und kann in manchen Sommern phasenweise komplett austrocknen. Sein Untergrund besteht aus nährstoffarmem Sand. Am Rand des Weihers dehnen sich Bestände des Schmalblättrigen Wollgrases (Eriophorum angustifolium) und der Schnabelsegge (Carex rostrata) aus. Als größte floristische Besonderheit des Ahlder Pools gilt die Wasser-Lobelie, die in ganz Deutschland nur noch wenige aktuelle Vorkommen besitzt.
Zu den weiteren seltenen Pflanzenarten zählen bzw. zählten:
- Flutende Binse (Isolepis fluitans)
- Kleiner Wasserschlauch (Utricularia minor)
- Moorlilie (Narthecium ossifragum)
- Pillenfarn (Pilularia globulifera)
- Rosmarinheide (Andromeda polifolia)
- Binsenschneide (Cladium mariscus)[2]
- Strandling (Litorella uniflora)
- Sumpf-Johanniskraut (Hypericum elodes)

## Schutz- und Pflegemaßnahmen
Um die seltenen, auf offenem Sand wachsenden Pflanzengesellschaften zu erhalten, schob man 1968 die Schlammschicht des Weihergrundes ab und lagerte diese am Ufer ab. Anschließend breitete sich die Wasser-Lobelie wieder aus. Das ursprünglich nur 10 ha große Schutzgebiet wurde im Laufe der Zeit auf rund 42 ha erweitert und mit einer Pufferzone umgeben, die eine weitere Eutrophierung des Gewässers verhindern soll. Die Schutzverordnung von 1963 wurde am 31. Dezember 2009 durch eine neue ersetzt. Das Naturschutzgebiet ist zugleich größtenteils FFH-Gebiet.

## Beeinträchtigungen und Gefährdung
Seit dem Bau der Autobahnen A30 und A31 wird das einstmals abgelegene Gebiet durch Lärm- und Schadstoffimmissionen erheblich beeinträchtigt. Nördlich des Weihers entsteht auf den landwirtschaftlichen Nutzflächen ein ausgedehnter Industriepark, der, neuesten Planungen zufolge, nach Süden und Westen noch einmal erheblich erweitert werden soll. Im Zuge dieser Erweiterung würde das Industriegebiet unmittelbar an die Nordgrenze des Schutzgebietes heranreichen und dieses noch stärker isolieren als bisher. Schon jetzt ist der Ahlder Pool durch die beiden Autobahntrassen von seinem westlichen und südlichen Umland abgeschnitten. Ferner könnte es durch die Baumaßnahmen zu Grundwasserabsenkungen kommen.
Infolge der Eutrophierung des Gewässers durch Landwirtschaft und Straßenverkehr ist das Vorkommen der Wasser-Lobelie im Ahler Pool mittlerweile wohl erloschen (Stand 2019). Neben Nährstoffeinträgen haben auch die extrem trockenen Jahre 2018 und 2019 zum Verschwinden beigetragen. Um eventuell noch vorhandenen Samen der Pflanze das Keimen zu ermöglichen, soll der Oberboden des Ahlder Pools abgetragen werden. Ob diese Maßnahme Erfolg haben wird, ist ungewiss.